# Флойд, Франклин
Франклин Делано Флойд (англ. Franklin Delano Floyd; 17 июня 1943 — 23 января 2023) — американский убийца, насильник и заключённый камеры смертников. Он был осуждён за убийство Шерил Энн Коммессо, матери троих детей из Флориды, а также за похищение 6-летнего Майкла Энтони Хьюза, которого он выдавал за своего сына, из начальной школы в Чоктау, штат Оклахома.
Флойд также считается подозреваемым в гибели своей второй жены Шэрон Маршалл, матери Майкла Энтони Хьюза. Позже выяснилось, что до того, как стать его женой, Шэрон с раннего возраста воспитывалась Флойдом как его дочь и была похищена им в детстве.
Истинная личность Маршалл оставалась загадкой до 2014 года, когда она была опознана как Сюзанна Мари Севакис, дочь женщины, на которой Флойд был непродолжительное время женат. Он исчез вместе с Севакис, её двумя сёстрами и младшим братом Филиппом (также известным как «Стиви»), пока её мать отбывала 30-дневный тюремный срок в 1975 году. Брат Севакис оставался пропавшим без вести до 2019 года, когда объявился человек, считавший себя Филиппом. В 2020 году тесты ДНК подтвердили его личность.

## Ранняя жизнь
Родился в Барнсвилле, штат Джорджия. Он — младший из пяти детей в семье Томаса и Деллы Флойд. Вскоре после первого дня рождения Флойда в 1944 году его отец, рабочий хлопковой фабрики и алкоголик, умер от почечной и печеночной недостаточности в возрасте 32 лет. Его мать, овдовевшая в 29 лет, с трудом зарабатывала на жизнь самостоятельно, поэтому она и её дети жили с родителями в небольшой квартире.
В 1946 году бабушке и дедушке Флойда стало сложнее заботиться о большой семье, и они попросили Деллу и её детей переехать. Флойд и его братья и сестры были переданы на попечение Детского дома баптистов штата Джорджия в Хапевилле по совету Детской службы округа Ламар. Там Флойд якобы подвергался издевательствам со стороны других детей за то, что он выглядел «слишком женственно», а позже сообщалось о том, что в возрасте шести лет его подвергли содомии с помощью палки от метлы. Он также подвергался жестоким наказаниям со стороны персонала. Например, в подростковом возрасте его руку окунули в горячую воду после того, как он был пойман за мастурбацией. Флойд часто попадал в неприятности за драки и воровство. Когда каждому из братьев и сестёр исполнилось 18 лет, они покинули дом. В 1959 году, прожив дома два года после ухода младшей сестры, Флойд сбежал и проник в соседний дом, чтобы украсть еду. Детский дом сообщил его сестре Дороти, которая тогда была замужем и жила в Северной Каролине с двумя детьми, что уголовные обвинения не будут предъявлены, если она возьмёт опекунство над братом.
После того как его выгнали из дома сестры, Флойд отправился в Индианаполис на поиски своей матери Деллы, но вскоре узнал, что она стала проституткой. Флойд попросил Деллу подделать юридические документы, позволяющие ему отправиться в Калифорнию, чтобы поступить на службу в армию США. Однако армия уволила Флойда через шесть месяцев службы, обнаружив, что он был несовершеннолетним и что его документы были подделаны. После того, как Флойду не удалось снова найти свою мать, он путешествовал по стране как бродяга. Делла умерла 2 июля 1968 года и похоронена на кладбище Грейсленд в Чикаго, штат Иллинойс.

## Ранняя криминальная история
19 февраля 1960 года в возрасте шестнадцати лет Флойд проник в универмаг Sears в Инглвуде, штат Калифорния, чтобы украсть пистолет. Полиция быстро отреагировала на сигнал тревоги, в результате чего завязалась перестрелка, в ходе которой Флойд был ранен в живот. После экстренной операции он выжил. После выздоровления его отправили на год в колонию для несовершеннолетних. В 1961 году он был арестован за нарушение условно-досрочного освобождения, отправившись с другом на рыбалку в Канаду.
В мае 1962 года Флойд вернулся в Хэпвилл и устроился на работу в международный аэропорт Атланты. В следующем месяце он похитил четырёхлетнюю девочку из местного боулинга и совершил над ней сексуальное насилие в ближайшем лесу. Флойд был осуждён за похищение и совращение детей и приговорён к отбыванию срока от десяти до двадцати лет в тюрьме штата Джорджия в Ридсвилле. В ноябре того же года он был переведён в государственную больницу Милледжвилля для прохождения психиатрического обследования.
В 1963 году, когда Флойд был доставлен для выполнения медицинского поручения, он сбежал и скрылся в Мейконе, где ограбил отделение Национального банка Citizens & Southern National Bank на сумму более 6 000 долларов. Он был осуждён за ограбление и приговорён к заключению в Федеральной исправительной колонии в Чилликоте, штат Огайо. После второй попытки побега его перевели в тюрьму США в Льюисбурге, штат Пенсильвания. Там его постоянно насиловали другие заключенные, что заставило его забраться на крышу тюрьмы и угрожать самоубийством. После отправки в федеральную тюрьму в Марионе, штат Иллинойс, Флойд был возвращён в тюрьму штата Джорджия в 1968 году, где подружился с товарищем по заключению по имени Дэвид Дайал.
В ноябре 1972 года Флойд был освобождён из тюрьмы и направлен в реабилитационный центр. 27 января 1973 года, через неделю после освобождения из реабилитационного центра, он подошёл к женщине на автозаправочной станции и заставил её сесть в машину, где попытался совершить сексуальное насилие. Женщине удалось убежать, и Флойд был арестован. Флойд убедил Дайала, который также был освобождён из тюрьмы, внести за него залог, что позволило ему скрыться от правосудия. Когда он не явился в суд 11 июня 1973 года, был выдан ордер на его арест.

## Отношения с Сандрой Бранденбург
В 1974 году Флойд, используя псевдоним «Брэндон Уильямс», познакомился с женщиной по имени Сандра Бранденбург на стоянке грузовиков в Северной Каролине. Бранденбург была матерью четырёх детей от двух разных отцов: Сюзанна (1969 г. р.) от первого мужа, Клиффа Севакиса, и Элисон (1971 г. р.), Эми (1972 г. р.) и Филип (по прозвищу «Стиви») (1974 г. р.) от второго мужа, Денниса Бранденбурга. Флойд и Бранденбург встречались в течение месяца и поженились, после чего Флойд убедил Бранденбург переехать к нему вместе с детьми в Даллас, штат Техас.
В 1975 году Бранденбург была приговорена к тридцати дням тюремного заключения за выдачу недействительных чеков. Пока Бранденбург отбывала срок, она оставила своих детей на попечение Флойда. После освобождения она вернулась домой и обнаружила, что дом пустовал, а её муж и дети исчезли. В итоге Бранденбург нашла своих двух средних дочерей, Эллисон и Эми, под опекой группы социальных служб при местной церкви. Она так и не нашла своего старшего ребёнка, Сюзанну, и младшего, Филипа. Чипман попыталась подать заявление о похищении, но местные власти сказали, что Флойд, как их отчим, имеет право забрать детей. Местонахождение мальчика оставалось неизвестным до 2019 года, когда объявился человек, считающий себя Филиппом. Тесты ДНК подтвердили его личность. По словам его старшей сестры Элисон, их мать сначала утверждала, что Филипп умер. Позже она узнала от социальных служб, что он жив и вскоре после рождения был усыновлен в частном порядке в Северной Каролине. Сандра теперь известна как Сандра Уиллетт.

## Смерть Сюзанны Севакис

Фотография Сюзанны Севакис из школьного альбома под псевдонимом «Шэрон Маршалл»

Флойд воспитывал Сюзанну Севакис как свою дочь. Он дал ряд противоречивых заявлений о том, как она оказалась под его опекой. Одна из таких историй гласит, что он «спас» Хьюз, когда от неё отказались биологические родители. Самой ранней известной записью о Хьюз была её регистрация в начальной школе в одной из школ Оклахома-Сити в 1975 году. Она была зарегистрирована под псевдонимом «Сюзанна Дэвис». Власти подозревали, что она родилась в конце 1960-х годов и была похищена Флойдом где-то между 1973 и 1975 годами.
Сюзанна Севакис под именем Шэрон Маршалл окончила среднюю школу в Форест-Парке, штат Джорджия в 1986 году. Она получила полную стипендию в Технологическом институте Джорджии для изучения аэрокосмической техники. Несмотря на это, она не поступила в колледж и вместо этого переехала в Тампу, штат Флорида, к Флойду, где в 1988 году родила сына. Маршалл начала работать стриптизершей и вышла замуж за Флойда в 1989 году в Новом Орлеане. К тому времени пара использовала псевдонимы Кларенс Маркус Хьюз и Тоня Доун Тэдлок.
К 1989 году Флойд и Сюзанна, которую теперь звали Тоня Доун Хьюз, жили в Талсе, штат Оклахома. Хьюз работала танцовщицей в стриптиз-клубе. Коллега-танцовщица Карен Парсли убеждала Хьюз уйти от властного Флойда, но Хьюз заявила, что тот убьёт её и её ребёнка, если она попытается это сделать. Флойд вступил в Братский орден полиции, несмотря на то, что не был полицейским, и сказал Хьюз, что может использовать свои связи, чтобы разыскать её. Однако к апрелю 1990 года Хьюз решила сбежать с Кевином Брауном, студентом колледжа, с которым у неё были тайные отношения, и забрать Майкла с собой.
В том же месяце трое прохожих обнаружили Хьюз лежащей на обочине шоссе в ста милях от Оклахома-Сити. Её срочно доставили в Пресвитерианскую больницу в Оклахома-Сити с сильными ушибами и большой гематомой у основания черепа. Впоследствии она умерла. Поскольку её нашли с разбросанными вокруг продуктами, полиция предположила, что её сбили сзади, когда она шла из магазина в близлежащий мотель № 6. Когда Флойд прибыл в больницу на следующий день, он заявил, что заснул в мотеле после того, как Хьюз ушла за продуктами.
И Флойд, и Хьюз пользовались несколькими псевдонимами. На момент её смерти супруги были подозреваемыми в исчезновении в 1989 году 18-летней Шерил Энн Коммессо, бывшей коллеги Хьюз. Коммессо исчезла после спора с Флойдом. Флойд считался главным подозреваемым и в смерти своей жены.

## Похищение Майкла Энтони Хьюза

Майкл Энтони Хьюз

После смерти Сюзанны Флойд отдал Майкла в приемную семью и покинул штат. Приемные родители Майкла рассказали властям, что у мальчика был ограничен мышечный контроль. Также он мало говорил и часто устраивал истерики, когда впервые попал к ним в дом, но вскоре он добился значительных успехов в психологическом развитии. В 1994 году они начали процедуру усыновления.
Через шесть месяцев после того, как Майкл был передан в приёмную семью, Флойд был арестован за нарушение условий условно-досрочного освобождения. В рамках процесса усыновления ДНК Майкла была сравнена с ДНК Флойда для установления отцовства. В то время выяснилось, что Флойд не был биологическим отцом Майкла. Когда Флойд освободился из тюрьмы, он попытался вернуть опеку над Майклом. На основании его судимости и обнаружения факта отсутствия биологического родства его просьба была отклонена.
12 сентября 1994 года Майкл учился в первом классе начальной школы Индиан Меридиан в Чоктау, штат Оклахома. Флойд вошёл в школу и под дулом пистолета заставил директора Джеймса Дэвиса отвести его в класс Майкла. Затем Флойд заставил Майкла и Дэвиса сесть в свой пикап. Флойд заставил Дэвиса выйти из грузовика в лесистой местности, приковал его наручниками к дереву и уехал с Майклом. Директор школы пережил похищение и был спасён.
Два месяца спустя Флойд был арестован в Луисвилле, штат Кентукки. Майкла с ним не было, и с тех пор его никто не видел. Власти получили противоречивые сведения о том, что случилось с Майклом. Некоторые показания свидетелей подробно описывают предполагаемые признания Флойда о смерти Майкла. Согласно этим сообщениям, Флойд якобы сказал своей сестре и другим людям, что он утопил ребёнка в ванной мотеля в Джорджии вскоре после похищения. Другой человек утверждал, что видел, как Флойд закапывал тело Майкла на кладбище. Другие источники сообщали, что Флойд заявил, что Майкл жив и находится в безопасности, хотя Флойд отказался сообщить точное местонахождение мальчика или кто за ним ухаживает. В интервью ФБР в 2015 году Флойд признался, что убил Майкла в тот же день после похищения, выстрелив ему дважды в затылок.

## Шерил Энн Коммессо

Шерил Энн Коммессо

Исчезновение Коммессо в 1989 году оставалось нераскрытым, до того пока её скелетные останки не были найдены в 1995 году ландшафтным дизайнером в районе межштатной автомагистрали 275 в округе Пинеллас, штат Флорида. Археолог установил, что она умерла от побоев и двух выстрелов в голову. Флойд и Сюзанна Севакис стали фигурантами дела после того, как коллеги стали свидетелями ссоры между Флойдом и Коммессо. Флойд обвинил Коммессо в том, что та донесла на Севакис за неправильное указание её доходов, в результате чего Севакис лишилась государственных пособий. Ссора произошла возле клуба, где Севакис и Коммессо работали экзотическими танцовщицами. Один из коллег сообщил, что Флойд ударил Коммессо по лицу. Флойд и Севакис сбежали в Оклахому вскоре после исчезновения Коммессо, а их трейлер был сожжен дотла в результате непреднамеренного поджога..
В марте 1995 года механик из Канзаса нашёл большой конверт, засунутый между кузовом и верхней частью бензобака грузовика, который он недавно купил на аукционе. В конверте он обнаружил 97 фотографий, в том числе множество фотографий связанной и жестоко избитой женщины. В рамках расследования полиция пришла к мнению, что фотографии принадлежат Флойду, который угнал грузовик в Оклахоме в сентябре 1994 года, а в октябре бросил его в Техасе. Следователи сравнили фотографии раненой женщины и Коммессо, а также улики, найденные вместе с её останками, и обнаружили, что одежда на фотографиях похожа. Медицинский эксперт также сравнил повреждения, видимые на фотографиях, со скуловой костью черепа Коммессо и обнаружил, что они совпадают. Многие из фотографий содержали изображения мебели и других вещей, которые были идентифицированы как принадлежащие Флойду. Он был осуждён за убийство Коммессо на основании фотодоказательств, найденных в грузовике.

## Дальнейшее расследование
Расследование похищения Майкла Хьюза, а также предыдущее похищения его матери продолжается. Другие фотографии, найденные в грузовике, свидетельствуют о сексуальном насилии над Севакис, начавшемся в самом раннем детстве. Власти нашли её фотографии в сексуально откровенных позах в разном возрасте, начиная примерно с четырёх лет.
В сентябре 2014 года Флойд признался в убийстве Майкла и в том, что избавился от его тела на шоссе 35. Обыск местности не дал результатов, и полиция считает, что тело Майкла могли съесть дикие свиньи.
В 2001 году, ожидая суда за убийство Коммессо, судья Нэнси Лэй постановила, что Флойд не способен предстать перед судом, и назначила ему дополнительную психиатрическую экспертизу. Флойд боролся против этой оценки, утверждая, что он был вменяемым. Несколько месяцев спустя судья отменила своё предыдущее решение и постановила, чтобы он предстал перед судом. Он был осужден за убийство первой степени и приговорен к смертной казни.

## Прекрасный ребёнок
Книга «Прекрасный ребёнок» (A Beautiful Child) журналиста-расследователя Мэтта Биркбека была опубликована в 2004 году. Она пролила свет на историю Франклина Флойда и Шэрон Маршалл и привела к обнаружению девочки, отданной на удочерение в 1989 году. Всемирный интерес к поиску истинной личности Шэрон, вызванный этой книгой, в конечном итоге побудил Национальный центр помощи пропавшим и эксплуатируемым детям и ФБР возобновить дело в 2011 году. В 2014 году два агента ФБР допросили Франклина Флойда, и он признался в убийстве Майкла Хьюза и раскрыл истинную личность Шэрон, которой оказалась Сюзанна Севакис.

## Смерть
Флойд умер 23 января 2023 года.